# Ásztika és násztika
Az ásztika (szanszkrit: आस्तिक) a Védákhoz pontosan igazodó hat bölcseleti iskola (darsana), míg a násztika (szanszkrit: नास्तिक) a Védák tekintélyét el nem fogadó, heterodox indiai vallásokat és filozófiákat jelölő hindu kifejezés. 

## Ásztika
Ide tartozik a hat ortodox hindu filozófiai iskola:
- Szánkhja
- Jóga
- Mímánsza
- Védánta
- Vaisésika
- Njája

## Násztika
Azok a fő ind filozófiai iskolák, amelyek elutasítják a Védákat:
- Buddhizmus
- Dzsainizmus
- Csárváka (lókájata)
- Ádzsívika